# Шосе Араніко H03
Шосе Араніко (неп. अरनिको राजमार्ग, трансліт. Araniko Rajmarga) сполучає Катманду з Кодарі, 112.83 км  на північний схід від долини Катманду, на кордоні Непалу та Китаю. Це одне з найнебезпечніших шосе в Непалі через надзвичайно круті схили з кожного боку дороги від Барабісе; масивні зсуви та падіння автобусів не є рідкістю, особливо після дощів. На мосту дружби між Китаєм і Непалом воно з’єднується з китайською національною автострадою 318 до Лхаси та зрештою до Шанхаю.

## Історія
Дорога була побудована в 1960-х роках за допомогою китайців на старішій трасі для яків. Вони також планували розширити дорогу в 2012 році, але зберегти маршрут відкритим було складніше через зсуви ґрунту через мусони. Дорога стала каналом для великої кількості торгівлі між Китаєм і Непалом, а також для деякої торгівлі між Індією та Китаєм, коли вона відкрита.

## Маршрут
Муніципалітет Дуліхель, лежить близько 30 км від Катманду і на висоті 1585 метрів, останнє велике місто в долині Катманду, через яке проходить шосе Араніко. Після Дуліхель дорога спускається в красиву долину Панчхал. Розв'язка в Ламіданді, близько 12 км від Дхуліхела, веде до Паланчоука, де розташований храм Паланчок Бхагаваті. Приблизно в п’яти хвилинах їзди за містом Панчхал ліворуч повертає ґрунтова дорога, що дає доступ до регіону Геламбу. Близько 8 км далі шосе прилягає Долагхат, процвітаючого міста в місці злиття річок Індраваті та Сан-Косі та відправної точки для багатьох рафтингових подорожей. Ще за 14 км, праворуч лежить поворот на Іржі. За кілька кілометрів після повороту на Їржі, на шосе Арніко знаходиться Ламосангу. Далі йде Барабісе, кінцевий пункт багатьох автобусів з Катманду. Безпосередньо перед Барабісе знаходиться місце злиття річок Бхоте-Косі та Сан-Косі. Інша частина дороги до прикордонного з Непалом села Кодарі пролягає вздовж Сонця Косі з надзвичайно крутими гімалайськими гірськими схилами, які дуже схильні до зсувів під час і відразу після дощів (включаючи мусони). За Кодарі знаходиться прикордонне місто Чжанму в Тибеті.

## Галерея

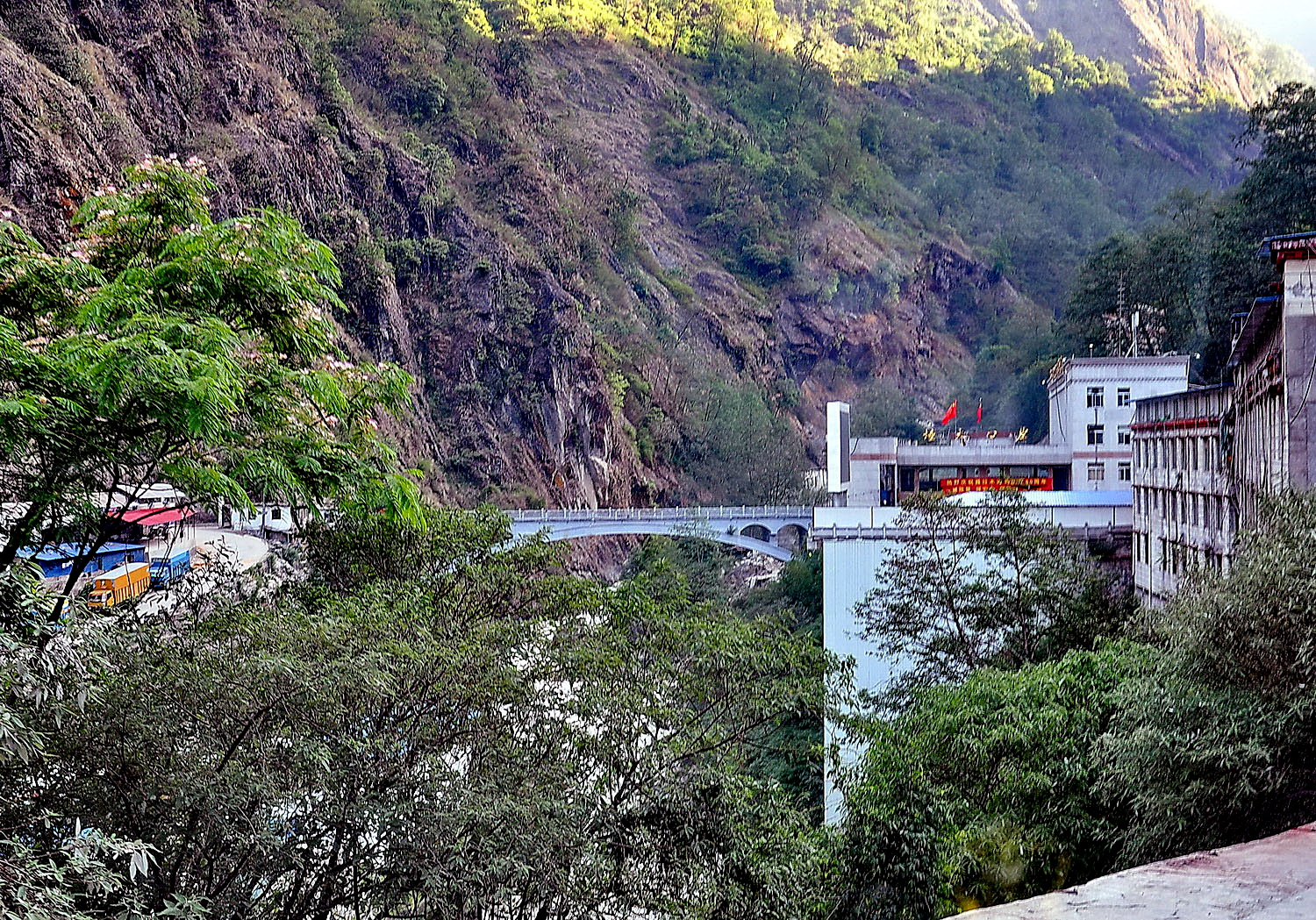
Міст дружби між Чжанму та Кодарі
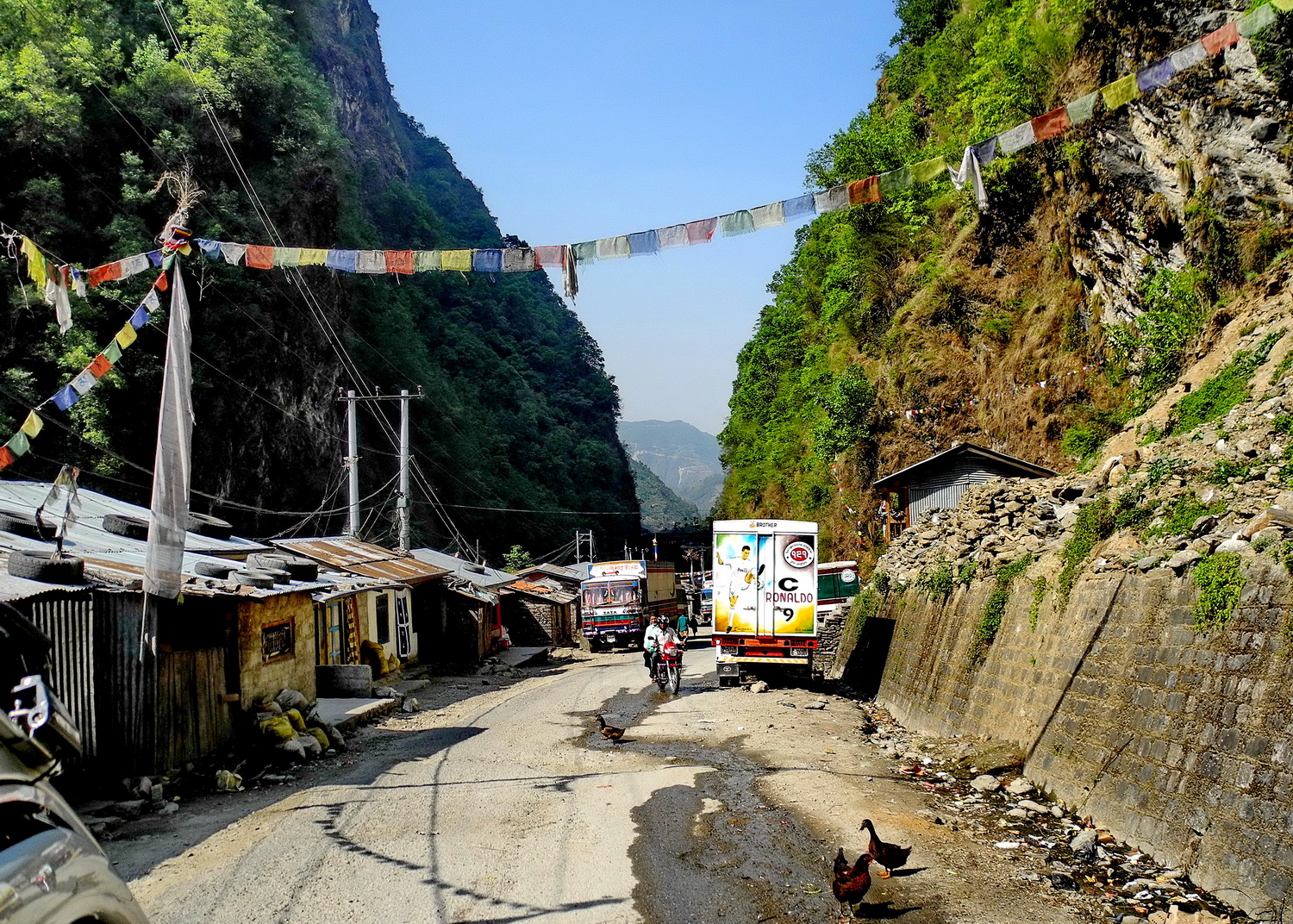
Шосе Арніко в Кодарі після кордону з Китаєм
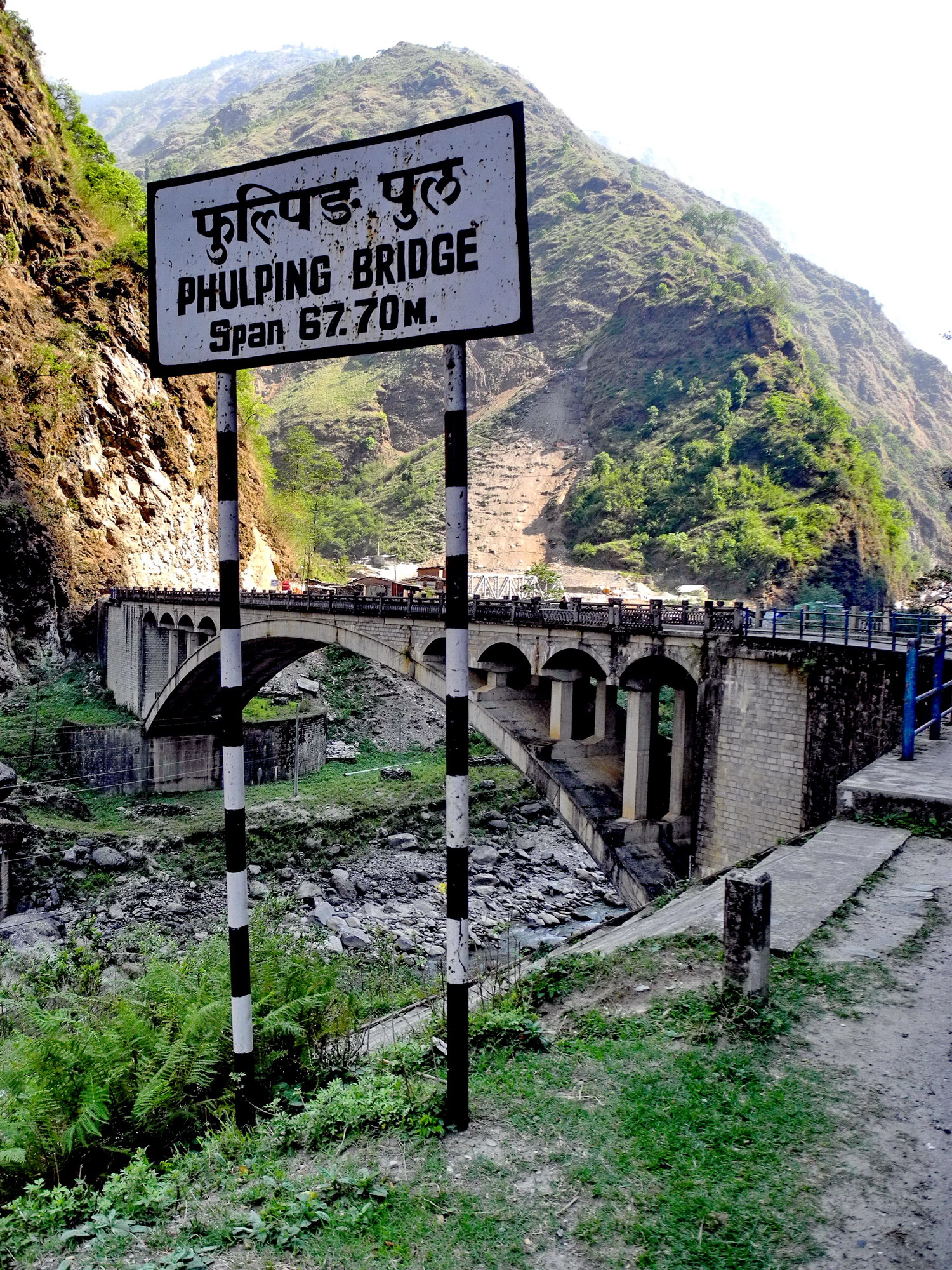
Шосе Араніко: целюлозний міст, одразу після кордону з Китаєм
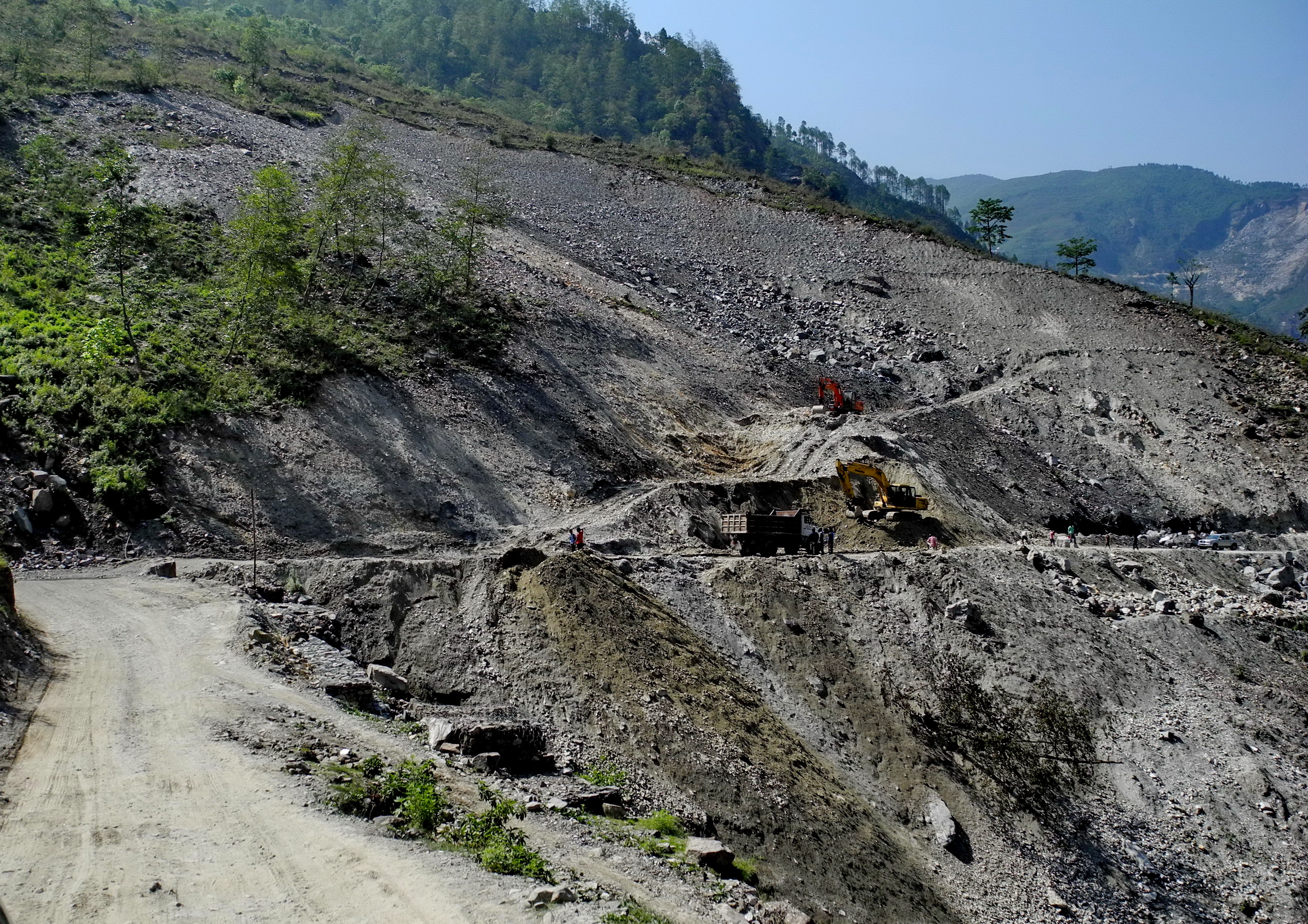
Шосе Араніко в Кодарі (Непал) відразу після кордону з Чином
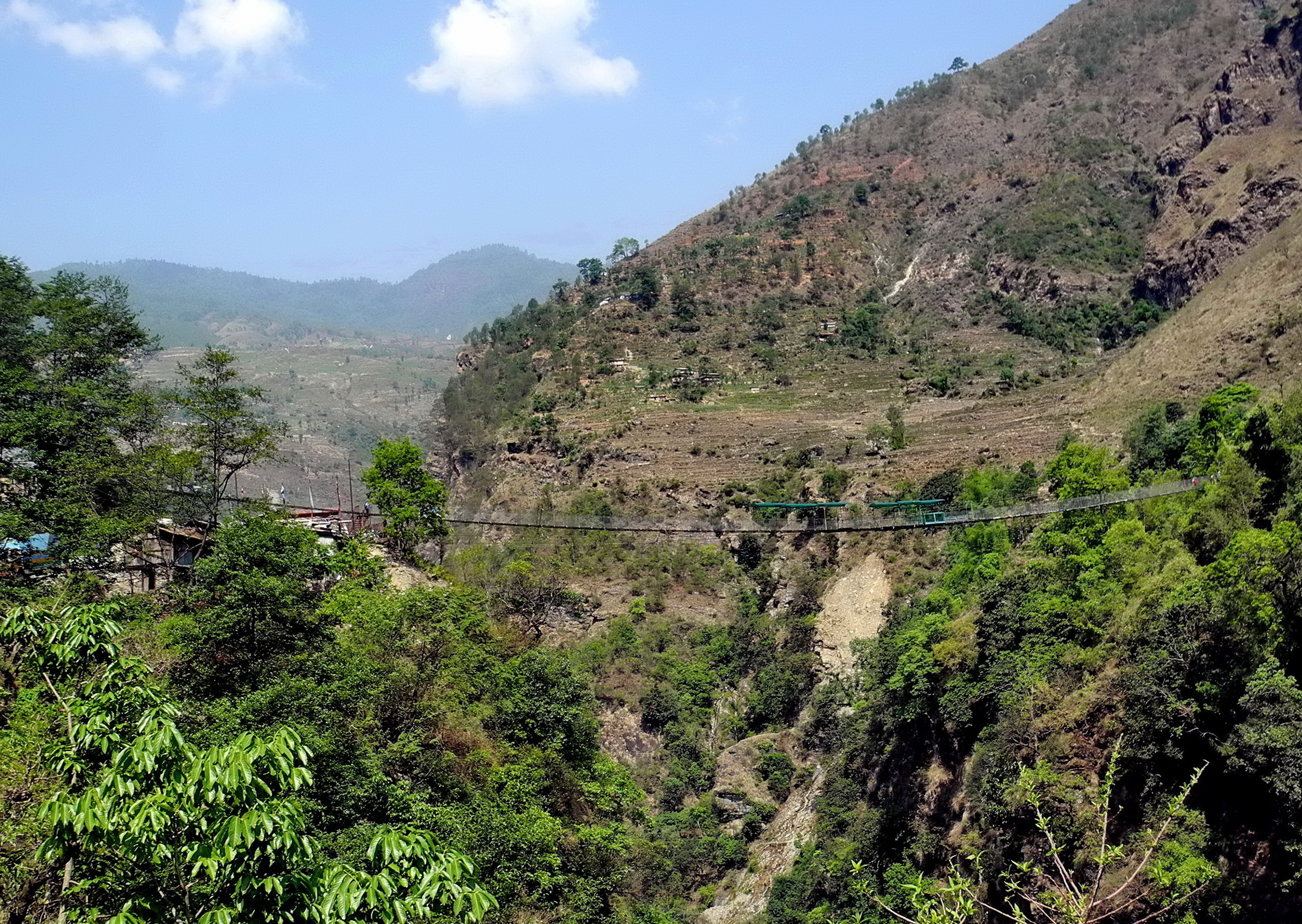
Кодарі (Непал), міст крайньої можливості на річці Боте-Косі
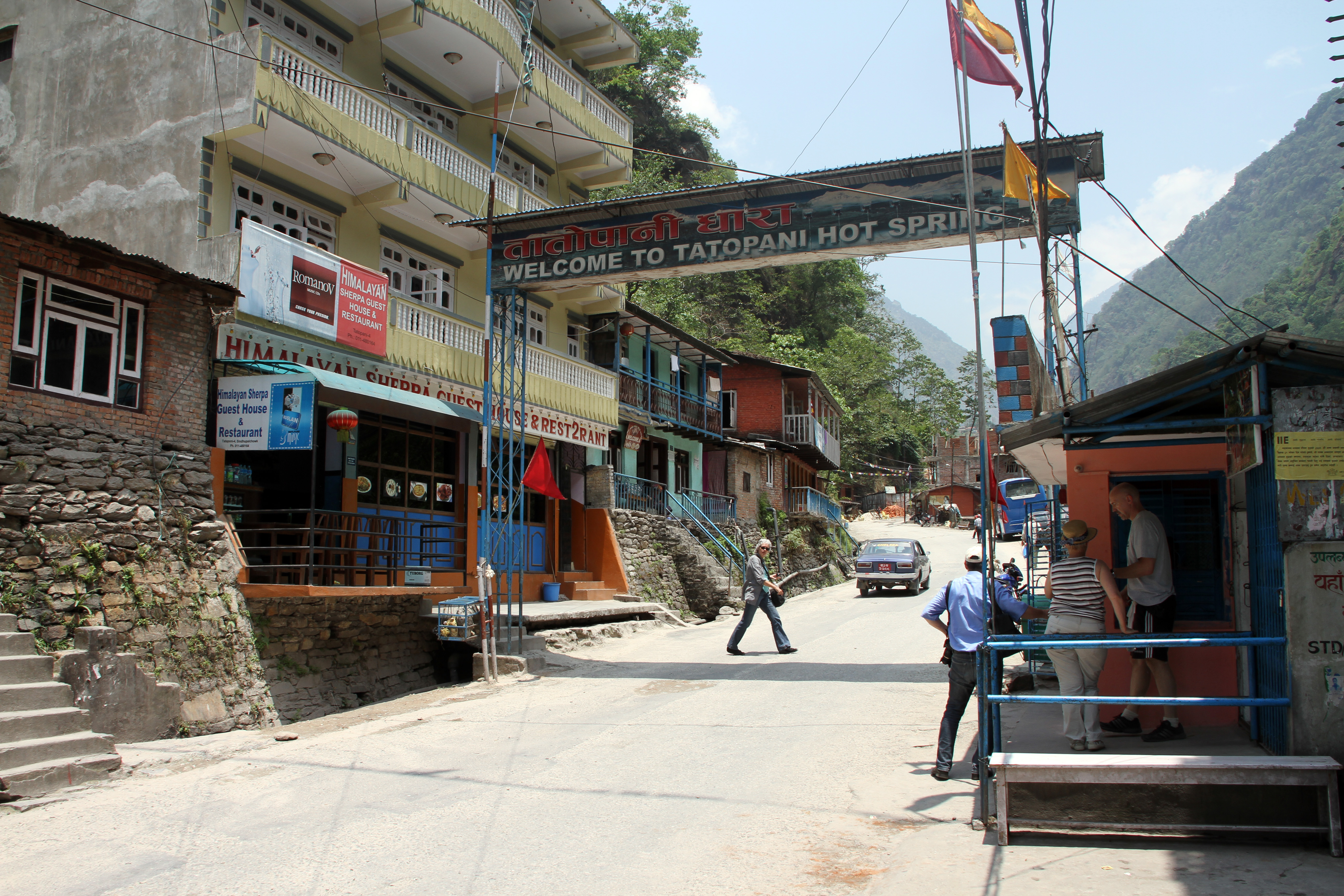
Шосе Араніко
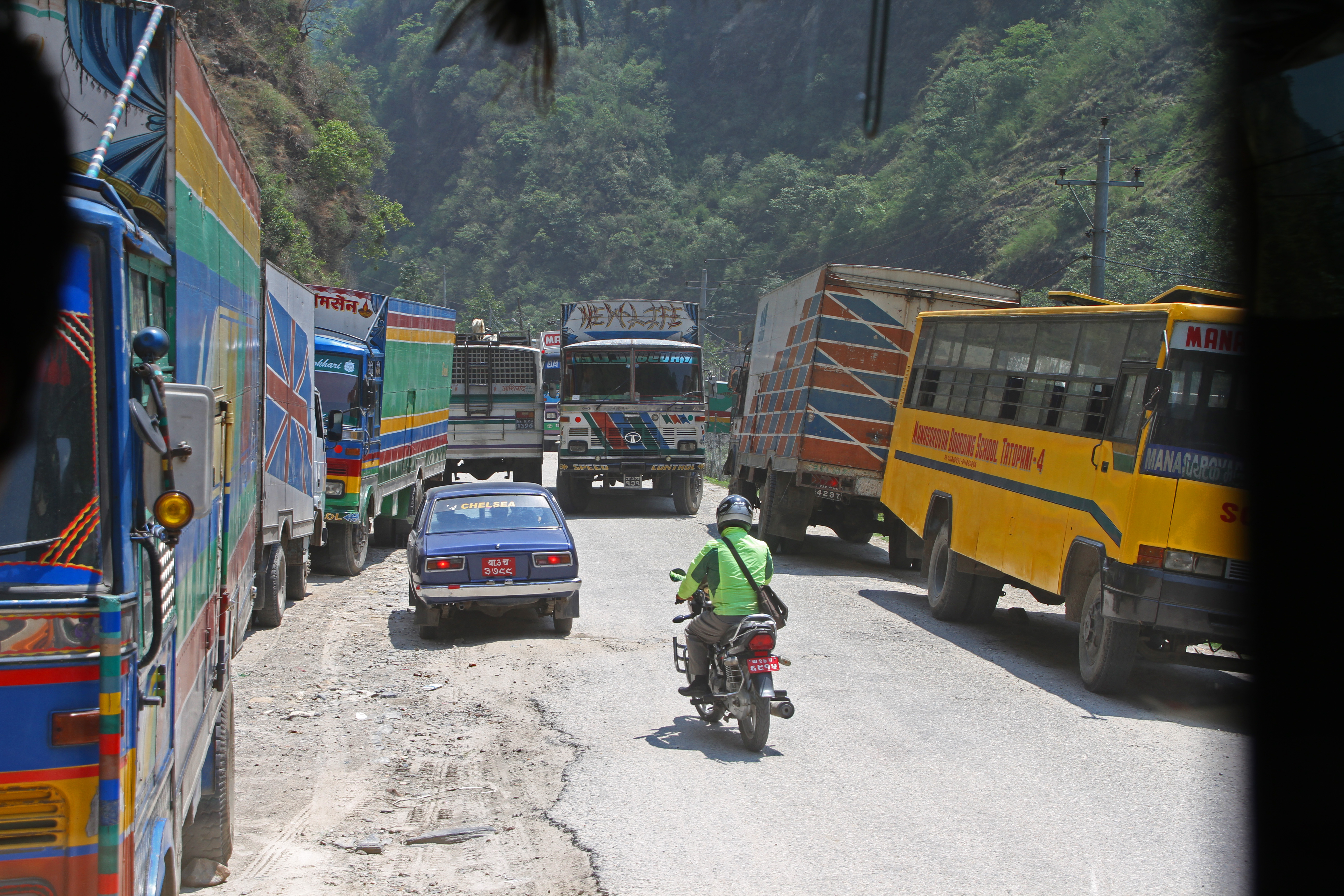
КПП
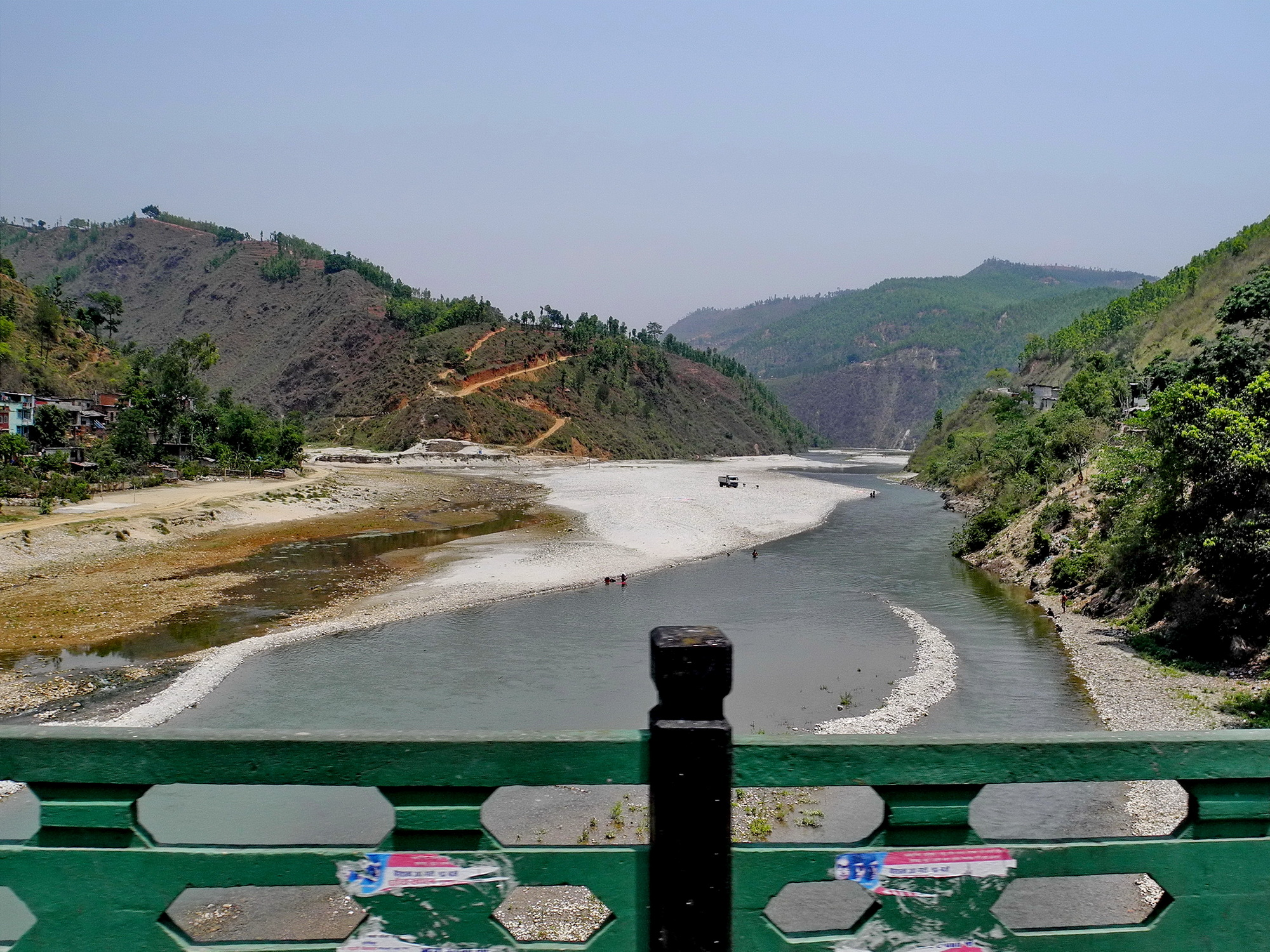
Шосе Араніко через міст Долахбат
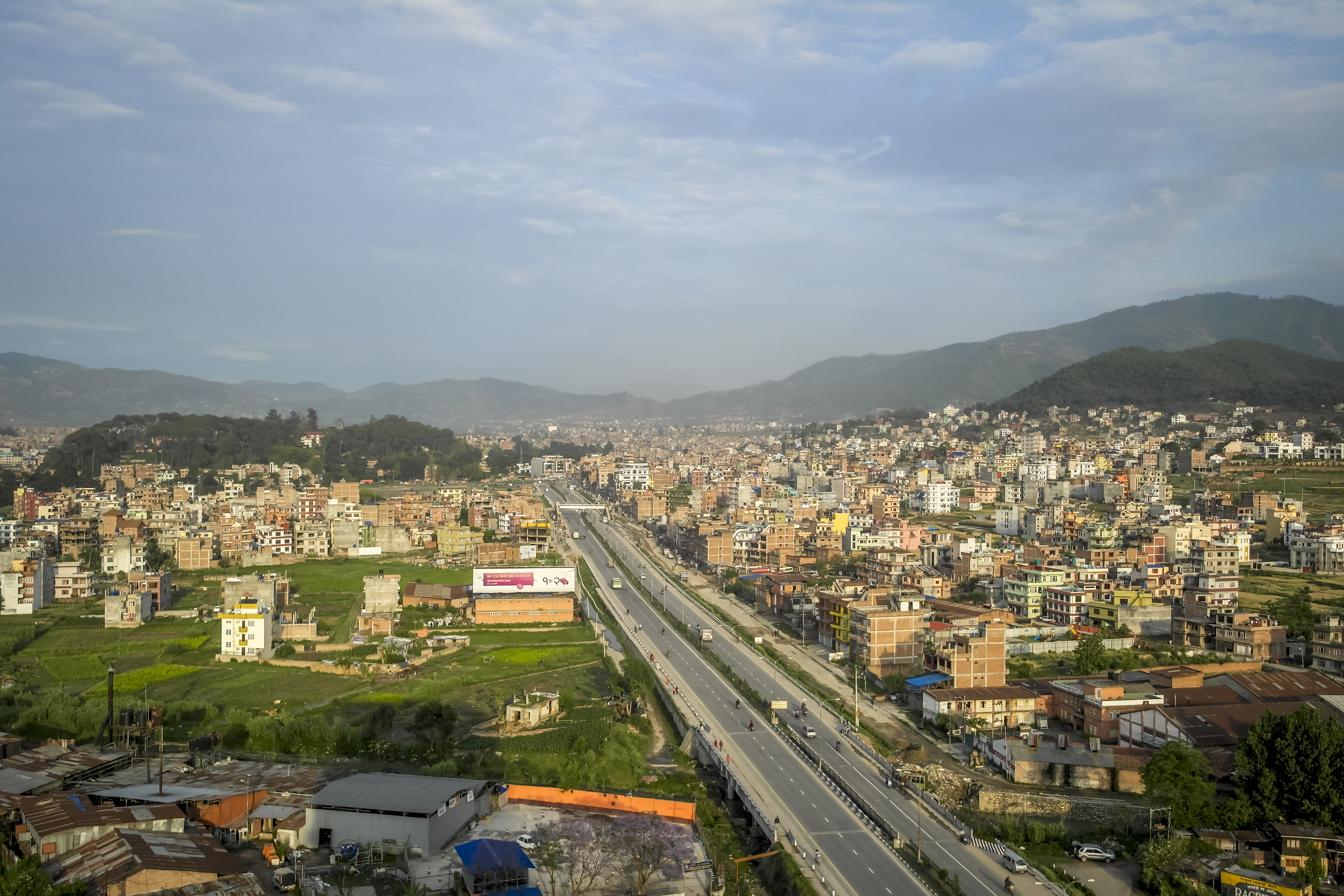
Шосе Араніко, вид з Мадх'япура, Тхімі
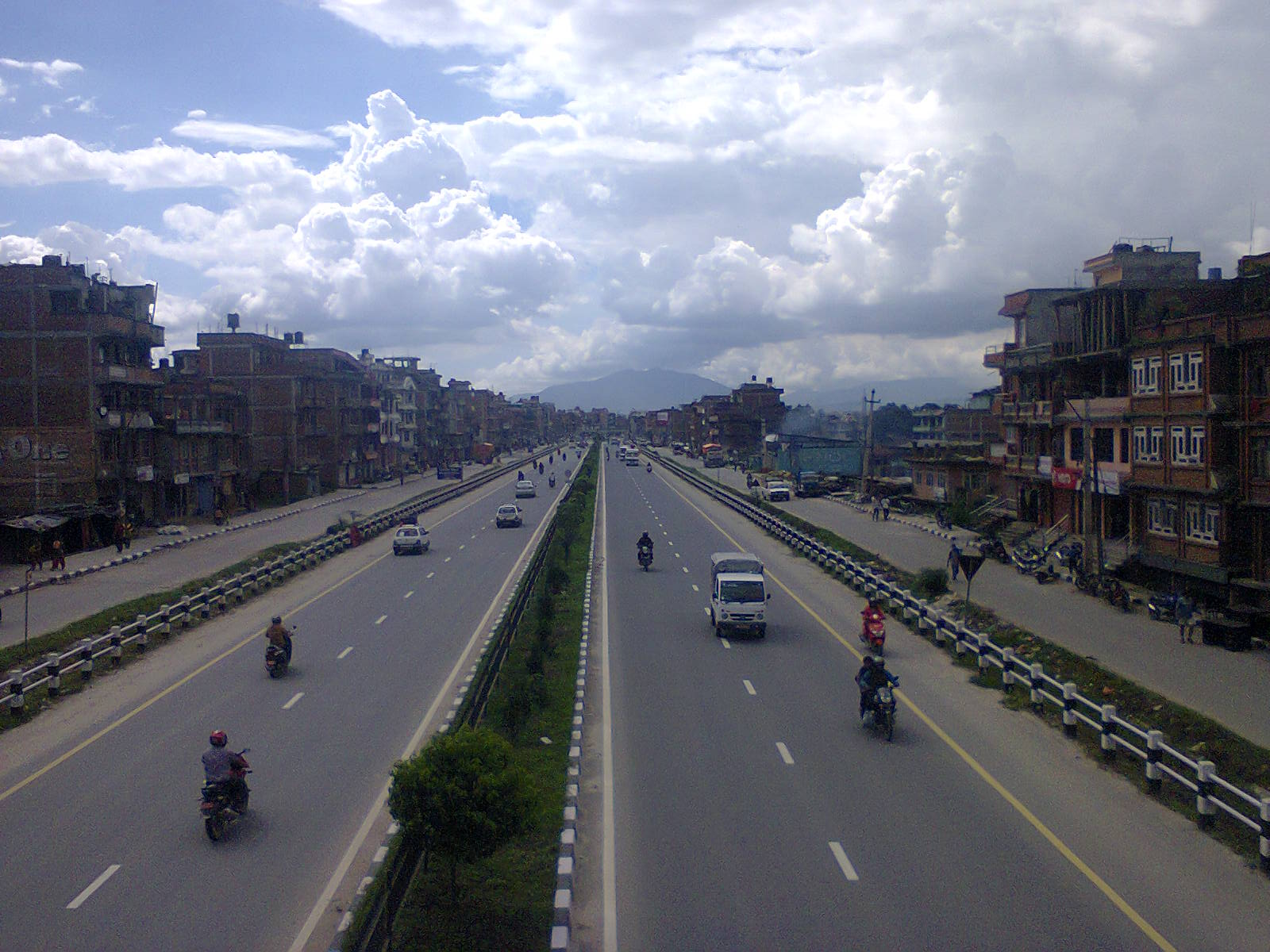
Ділянка дороги Катманду-Бхактапур, шосе Араніко

## Значимість
Aarniko Rajmarg забезпечує сухопутний зв'язок Непалу з Китаєм. Однак він обмежено використовується як альтернативний маршрут для транспортування товарів, оскільки дешевше відправляти китайські товари через Калькутту, ніж транспортувати їх вантажівкою через Тибетський регіон Китаю. Ця ситуація може змінитися завдяки значним інвестиціям у дорожні та залізничні перевезення з боку Тибету.

## Закриття
Маршрут був закритий через землетрус у квітні 2015 року, але його знову відкрили на початку серпня 2015 року. Маршрут зазнав серйозних пошкоджень через зсуви, спричинені землетрусом.